# Lycée Victor-Bérard
Le lycée Victor-Bérard est un établissement d'enseignement secondaire et supérieur public français. Il est situé à Morez sur la commune des Hauts de Bienne.

## Histoire
Morez est au XIXe siècle la ville la plus industrielle du Jura.
En 1854, le conseil municipal de Morez décide de créer une école d'horlogerie. Il est soutenu par de nombreux horlogers et négociants de la ville.
C'est alors une des premières écoles d'horlogerie. Mais elle doit fermer ses portes en 1862.
En 1895 la commune crée l'école pratique d'industrie. Plusieurs sections existent où l'on apprend la lunetterie, l'horlogerie, la mécanique ainsi que la menuiserie. Cette école est alors située dans le même bâtiment que l'hôtel de ville.
En 1925, l'État prend en charge l'établissement qui devient une école nationale professionnelle (ENP). Cette transformation est alors soutenue par Victor Bérard, président de la commission sénatoriale de l'Enseignement.
Les locaux de la mairie sont trop exigus, il est décidé de construire un ensemble de bâtiments plus adaptés et plus vastes. Mais les contraintes liées au site, en forte pente, sont importantes.
Le projet conduit par l'architecte Paul Guadet puis par André Boucton est particulièrement ambitieux, il comprend cinq bâtiments :
- A : le premier bâtiment, situé sur le quai Aimé Lamy, sert d'entrée et de conciergerie. Il est relié avec un grand escalier au bâtiment B ;
- B : le bâtiment principal qui concentre sur quatre étages, les ateliers, les salles de cours, bureaux et un grand amphithéâtre (ce bâtiment sera surélevé en 1954) ;
- C : le second grand escalier donnant accès aux bâtiments D et E ;
- D : le bâtiment pour l'économat et les logements pour le personnel ;
- E : l'internat (qui sera surélevé dans les années 1950).

Les bâtiments sont inaugurés en 1933.
Dans les années 1950, le lycée de Morez est l'unique école de France pour la formation de techniciens en optique-lunetterie.
Plusieurs bâtiments supplémentaires sont construits dans les années 1990.
La formation assurée actuellement par le lycée polyvalent Victor-Bérard a conservé une spécialisation en optique-lunetterie et s'ouvre à des domaines nouveaux comme la photonique.

## Architecture
L'architecte Paul Guadet, qui a également dessiné le lycée Jules-Haag à Besançon, utilise le langage Art déco tout en restant très sobre avec l'utilisation de mosaïques colorées.
Victor Bérard décède quelques mois avant l'inauguration du lycée qu'il avait soutenu. Le lycée portera son nom. Un monument, conçu en 1933 par le sculpteur Robert Wlérick, situé au premier étage du bâtiment principal rappelle ce lien. Ce monument se compose d’une statue de la Pensée (représenté par une femme assise) surmontée d’un médaillon représentant Victor Bérard de profil.

## Galerie

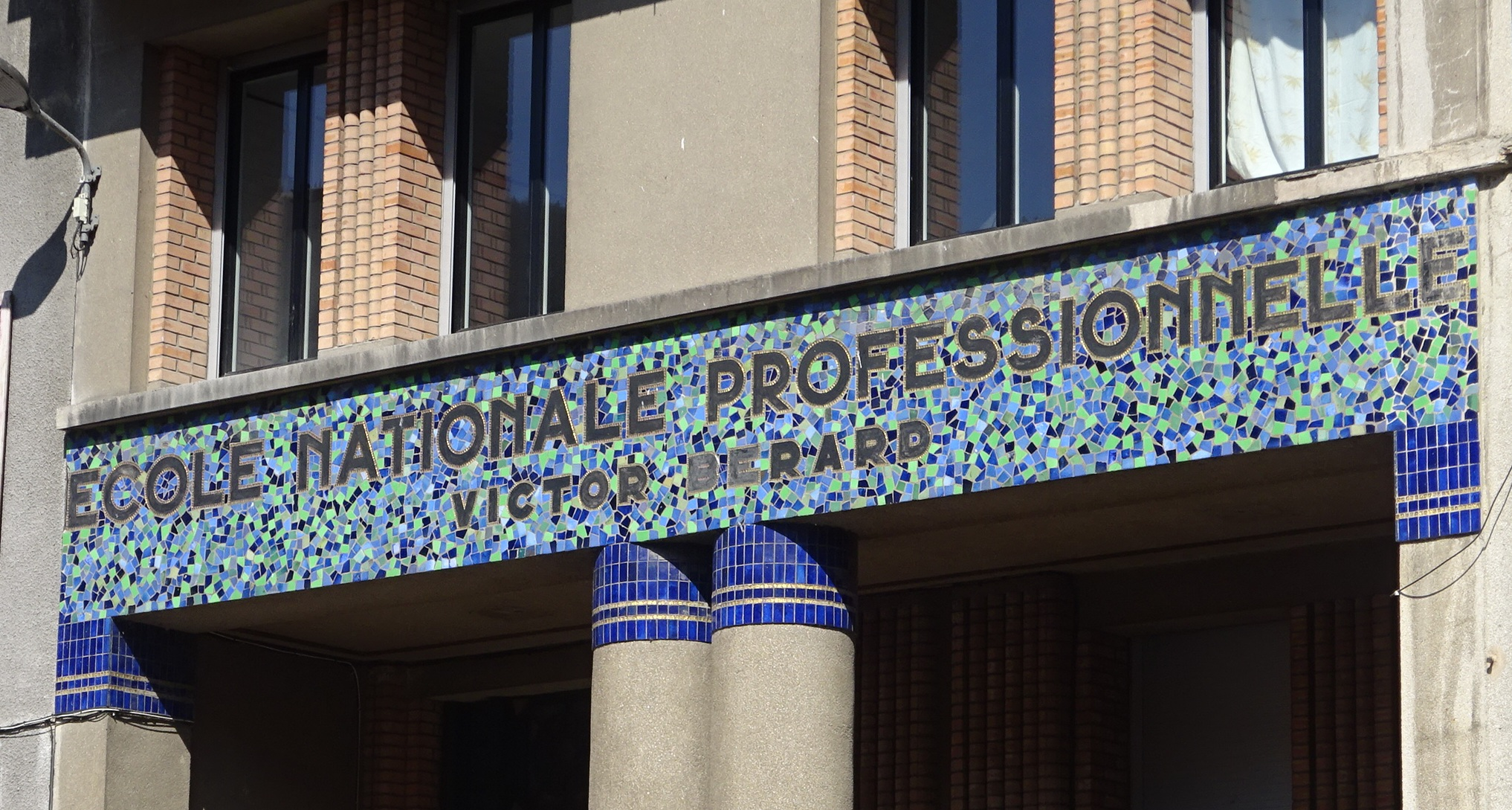
Entrée, quai Aimé Lamy.
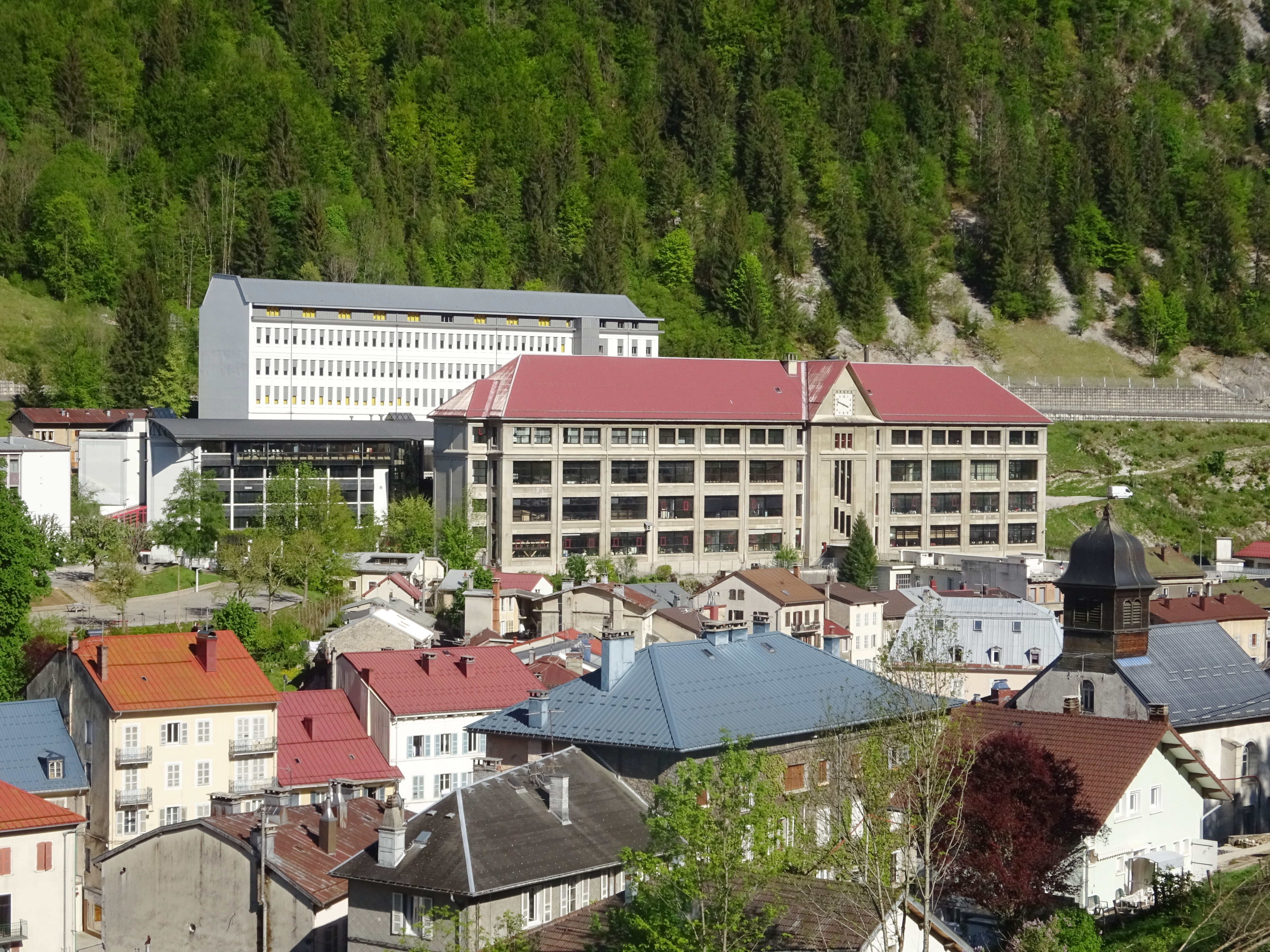
Vue du lycée, façades ouest.
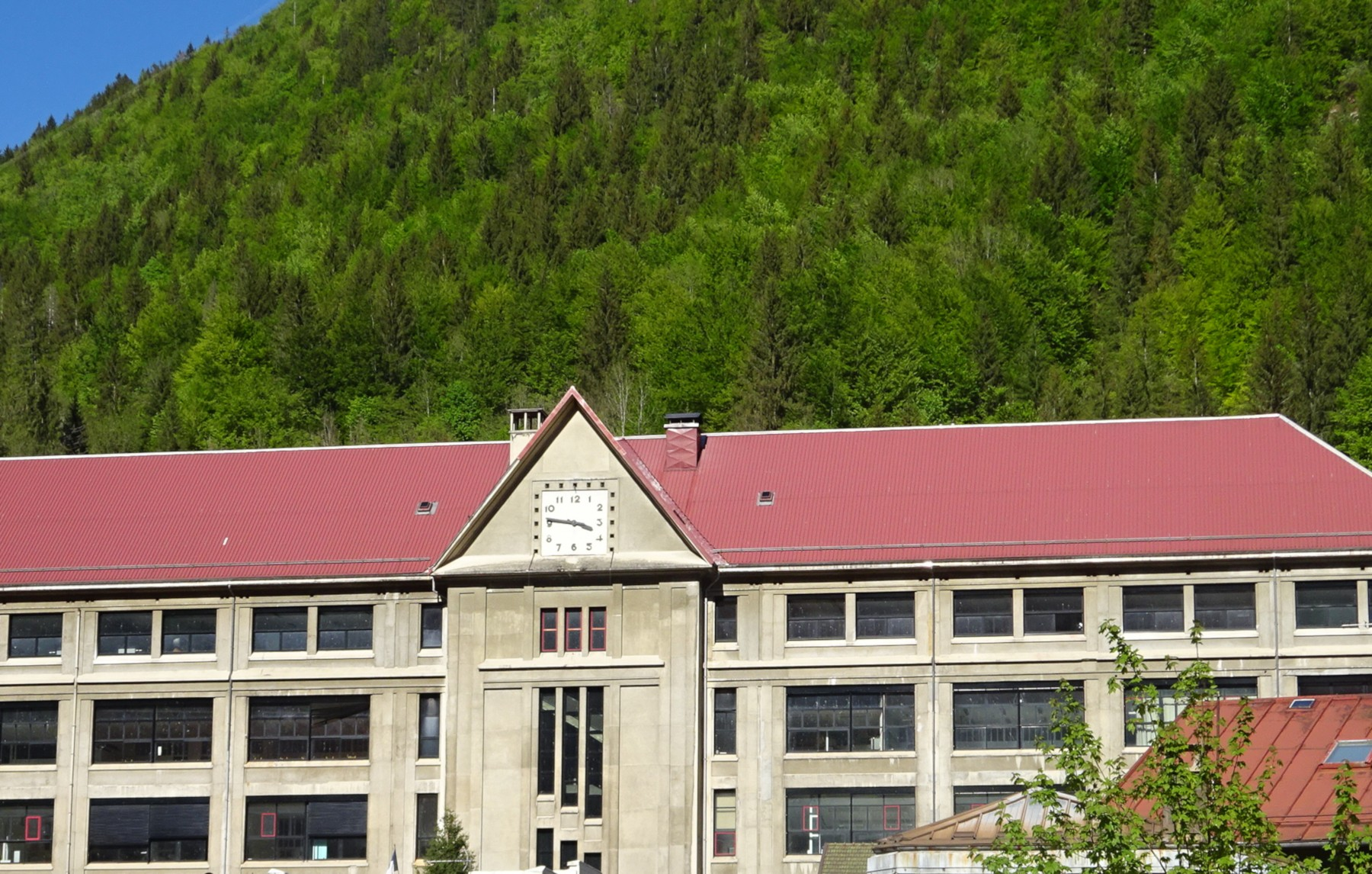
Bâtiment principal et son horloge.
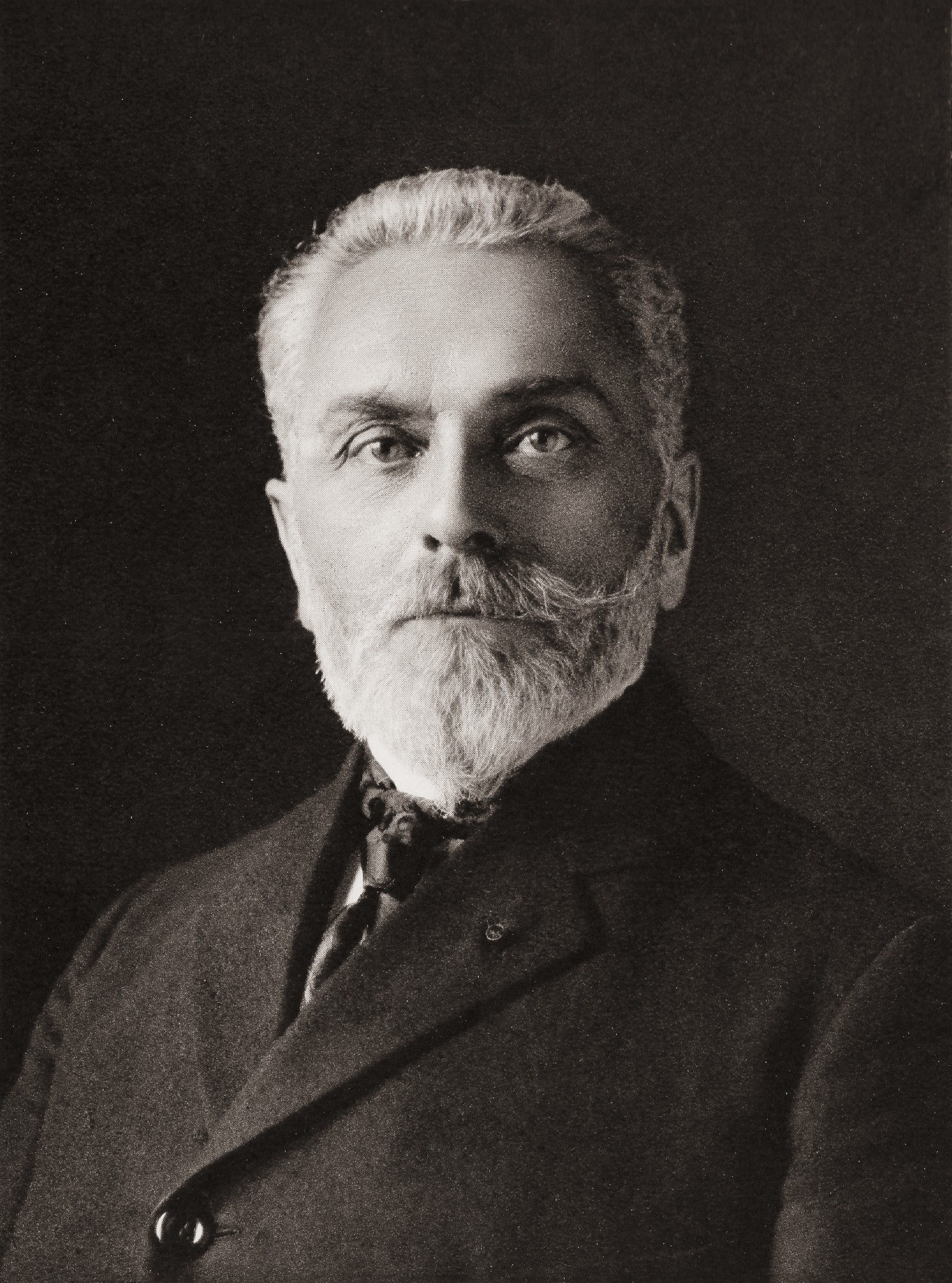
Portrait de Victor Bérard.
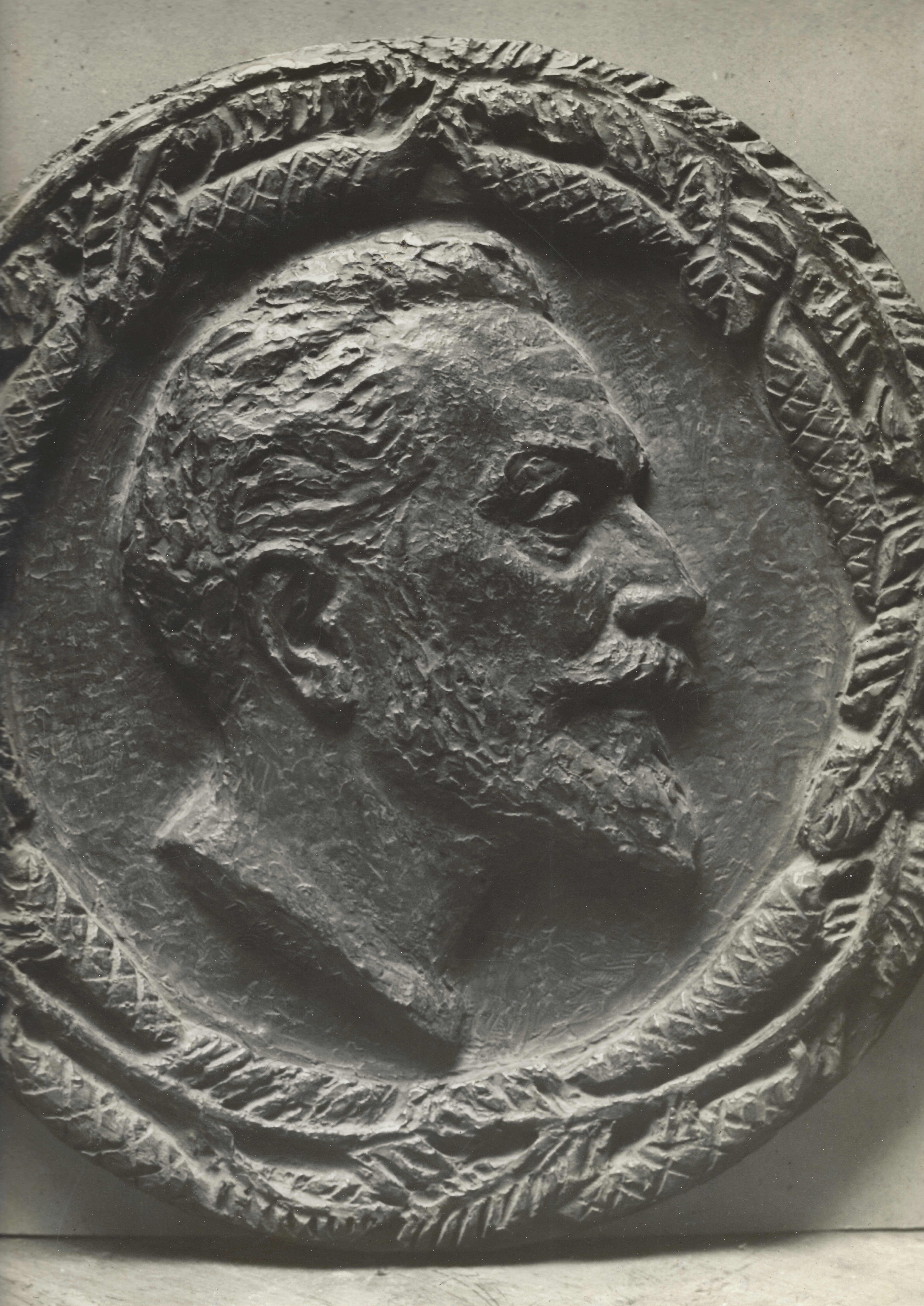
Bas-relief de Victor Bérard par Robert Wlérick.
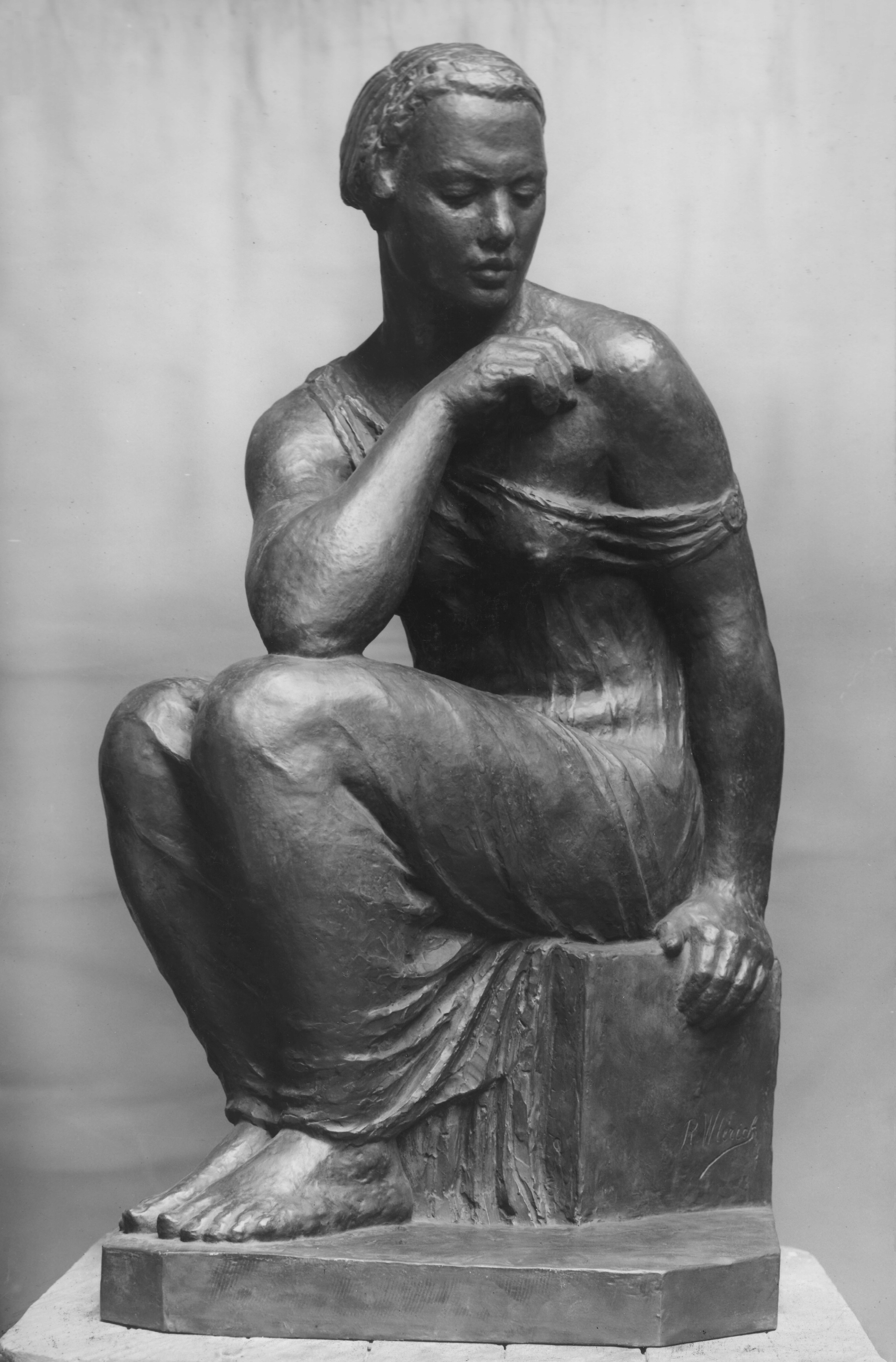
Le cénotaphe de Victor Bérard par Robert Wlérick : la Pensée.

## Classement du lycée
Le lycée se classe 2e sur 10 au niveau départemental en 2018, et 677 sur 2277 au niveau national.